# العلاقات البوتسوانية الكولومبية
العلاقات البوتسوانية الكولومبية هي العلاقات الثنائية التي تجمع بين بوتسوانا وكولومبيا.

## مقارنة بين البلدين
هذه مقارنة عامة ومرجعية للدولتين:
| وجه المقارنة                                              | بوتسوانا                       | كولومبيا        |
| --------------------------------------------------------- | ------------------------------ | --------------- |
| المساحة (كم2)                                             | 581.74 ألف                     | 1.14 مليون      |
| عدد السكان (نسمة)                                         | 2.29 مليون                     | 49.07 مليون     |
| الكثافة السكانية (ن./كم²)                                 | 3.94                           | 43.04           |
| العاصمة                                                   | غابورون                        | بوغوتا          |
| اللغة الرسمية                                             | لغة إنجليزية                   | اللغة الإسبانية |
| العملة                                                    | بولا بوتسواني                  | بيزو كولومبي    |
| الناتج المحلي الإجمالي (بليون دولار)                      | 17.41 مليار                    | 309.19 مليار    |
| الناتج المحلي الإجمالي (تعادل القوة الشرائية) بليون دولار | 35.84 مليار                    | 724.96 مليار    |
| الناتج المحلي الإجمالي الاسمي للفرد دولار أمريكي          | 6.36 ألف                       | 7.60 ألف        |
| الناتج المحلي الإجمالي للفرد دولار أمريكي                 | 16.10 ألف                      | 13.36 ألف       |
| مؤشر التنمية البشرية                                      | 0.698                          | 0.720           |
| رمز المكالمات الدولي                                      | +267                           | +57             |
| رمز الإنترنت                                              | .bw                            | .co             |
| المنطقة الزمنية                                           | ت ع م+02:00، توقيت وسط إفريقيا | 00              |

## منظمات دولية مشتركة
يشترك البلدان في عضوية مجموعة من المنظمات الدولية، منها:
| علم المنظمة | اسم المنظمة                               | تاريخ انضمام بوتسوانا | تاريخ انضمام كولومبيا |
| ----------- | ----------------------------------------- | --------------------- | --------------------- |
|             | مؤسسة التنمية الدولية                     | 24 يوليو 1968         | 16 يونيو 1961         |
|             | يونسكو                                    | 16 يناير 1980         | 31 أكتوبر 1947        |
|             | وكالة ضمان الاستثمار متعدد الأطراف        | 15 مايو 1990          | 30 نوفمبر 1995        |
|             | الأمم المتحدة                             | 17 أكتوبر 1966        | 5 نوفمبر 1945         |
|             | الاتحاد البريدي العالمي                   | ?                     | ?                     |
|             | البنك الدولي للإنشاء والتعمير             | 24 يوليو 1968         | 24 ديسمبر 1946        |
|             | الاتحاد الدولي للاتصالات                  | 2 أبريل 1968          | 25 أغسطس 1914         |
|             | منظمة حظر الأسلحة الكيميائية              | ?                     | ?                     |
|             | مؤسسة التمويل الدولية                     | 23 مارس 1979          | 20 يوليو 1956         |
|             | المركز الدولي لتسوية المنازعات الاستشارية | 14 فبراير 1970        | 14 أغسطس 1997         |
|             | منظمة التجارة العالمية                    | ?                     | ?                     |
|             | منظمة الشرطة الجنائية الدولية             | ?                     | ?                     |

## وصلات خارجية
- موقع وزارة الخارجية البوتسوانية